# Ударно-волновой синтез
Ударно-волновой синтез или детонационный синтез (англ. shock wave synthesis) — метод механического ударно-волнового воздействия, представляющий собой быстро протекающий процесс, который создает динамические условия для синтеза конечного продукта и его диспергирования до порошка с нанометровым размером частиц.

## Описание

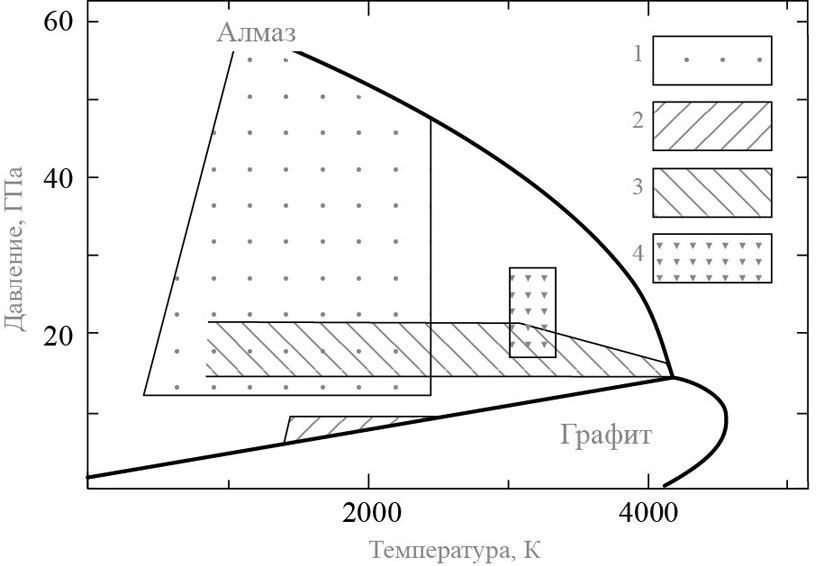
Фазовая p-T-диаграмма состояний углерода с указанием областей синтеза алмаза: 1 — детонационный синтез с использованием графита; 2 — статическое превращение с использованием катализатора; 3 — статическое превращение без катализатора; 4 — детонационный синтез с применением тринитротолуола и гексогена.

Детонационный синтез используется для получения различных морфологических форм углерода, преимущественно нанокристаллического порошка алмаза (наноалмаза), и нанопорошков оксидов различных металлов: Al, Mg, Ti, Zr, Zn и др.
При получении алмазных нанопорошков из смесей графита с металлами длительность ударной волны составляет 10-20 мкс, создаваемое давление достигает 20-40 ГПа. Более технологично получение алмазных порошков путем взрыва органических веществ с высоким содержанием углерода и относительно низким содержанием кислорода, то есть детонация конденсированных взрывчатых веществ с отрицательным кислородным балансом; в этом случае при взрыве выделяется свободный углерод, из которого образуется алмазная фаза. Известны два варианта детонационного синтеза алмазных нанопорошков из конденсированных углеродсодержащих взрывчатых веществ с отрицательным кислородным балансом: при «сухом» синтезе алмазных наночастиц продукты взрыва расширяются в инертную атмосферу и охлаждаются в газовой фазе; в случае «водного» синтеза используется водяной охладитель полученных алмазных частиц.
Давление в сотни тысяч атмосфер и температура до нескольких тысяч градусов, характеризующие детонационный процесс, соответствуют области термодинамической устойчивости алмазной фазы на p-T-диаграмме возможных состояний углерода. Вместе с тем в детонационном синтезе при малом времени существования высоких давлений и температур, необходимых для образования алмаза, важная роль принадлежит кинетике образования и роста зародышей алмазной фазы. Обычно для получения алмазных нанопорошков используют смеси тринитротолуола и гексогена в весовом соотношении 1 : 1 или 3 : 2. Для таких смесей давление и температура в детонационной волне составляют p > 15 ГПа и T > 3000 К. При «сухом» детонационном синтезе процесс проводят в специальных взрывных камерах, заполненных инертным или углекислым газом, которые предотвращают окисление образовавшихся алмазных частиц и их превращение в графит. Образование наночастиц алмаза происходит за 0,2-0,5 мкс, так как в детонационном синтезе при весьма малом времени образования алмазных частиц скорость их роста на несколько порядков выше таковой для статических условий. После взрыва конденсированные продукты синтеза собирают и обрабатывают в горячих минеральных кислотах под давлением для удаления сажи и других примесей, многократно промывают в воде и сушат. Выход алмазного порошка составляет 8-9 % от исходной массы взрывчатых веществ. Характерной особенностью алмазных нанопорошков, получаемых детонационным синтезом, является чрезвычайно малая дисперсия размеров наночастиц — основная доля частиц имеет размер 4-5 нм.
При использовании в качестве исходных материалов детонационного синтеза металлов или химических соединений применяется химически нейтральная по отношению к конечному продукту газовая или жидкая среда, способствующая быстрому охлаждению полученного вещества и стабилизации его высокотемпературных и метастабильных кристаллических модификаций. В этом случае слой исходного вещества (высокопористая металлическая среда, химическое соединение, золь или гель гидроксида металла) подвергается ударно-волновому воздействию взрывчатого вещества. В ударной волне происходит сжатие и прогрев высокопористого металла или протекают реакции разложения исходного соединения до оксида с последующей стабилизацией оксидных фаз. После выхода ударной волны на свободную поверхность исходного вещества материал разлетается в газовую атмосферу взрывной камеры или в жидкий охладитель.
В детонационном синтезе оксидных нанопорошков из металлов применяется активная кислородсодержащая среда (например, O2 + N2). Горение металла с образованием оксида происходит на стадии разлёта. В атмосфере углекислого газа удаётся синтезировать углеродные нанотрубки и сферические наночастицы углерода.